# Universitat de Messina
La Universitat de Messina (en italià: Università degli Studi di Messina, UNIME) va ser fundada el 1548 per Ignacio de Loyola convertint-se en el primer col·legi de jesuïtes.
Actualment, l'activitat docent es reparteix en 11 facultats que ofereixen una centena de cursos de pregrau.
L'actual rector Francesco Tomasello, es troba actualment (2008) suspès per suposats favoritismes. A més a més la universitat ha estat tristament famosa per alguns esdeveniments amb connexions mafioses, i per algunes investigacions que han posat en dubte la transparència dels concursos o oposicions.

## Organització
La universitat està dividida en 11 facultats: 
- Facultat de Veterinària
- Facultat de Medicina i Cirurgia
  - Policlínic Universitari "Gaetano Martino"
- Facultat de Farmàcia
- Facultat de Ciències Matemàtica, Físicas i Naturals
  - Jardí Botànic "Pietro Castelli"
- Facultat d'Enginyeria
- Facultat de Filosofia i Lletres
- Facultat de Ciències de la Formació
- Facultat de Ciències Polítiques
- Facultat de Dret
- Facultat d'Economia
- Facultat de Ciències Estadístiques